# Vlag van Muntendam

Vlag van de gemeente Muntendam
(1929-1990)

De vlag van Muntendam werd op 29 oktober 1929 door de gemeenteraad van Muntendam vastgesteld als gemeentevlag.
De vlag verviel als gemeentevlag toen op 1 januari 1990 Muntendam werd samengevoegd met de dorpen Meeden (gemeente Meeden), Noordbroek en Zuidbroek (gemeente Oosterbroek) tot de gemeente Menterwolde. Deze gemeente is vervolgens op 1 januari 2018 opgegaan in de gemeente Midden-Groningen.

## Beschrijving en verklaring
De vlag kan als volgt worden beschreven:
Twee banen van geel en groen van gelijke hoogte.
De kleuren zijn ontleend aan het gemeentewapen. Tegelijkertijd met de vaststelling van de vlag zijn de "kleuren van de gemeente" vastgesteld als geel en groen, gelijk aan die van het gemeentewapen.

## Verwante afbeeldingen

Het wapen van Muntendam